# Alina Khassanova
Alina Rinatovna Khassanova (en russe : Алина Ринатовна Хасанова) est une joueuse de volley-ball russe née le 15 septembre 1990 à Tcheliabinsk. Elle mesure 1,78 m et joue au poste de libero. 

## Clubs
| Club                  | De        | À         |
| --------------------- | --------- | --------- |
| Ouralotchka NTMK      | 2007-2008 | 2009-2010 |
| Sparta Nijni Novgorod | 2011-2012 | 2012-2013 |
| Avtodor-Metar         | 2013-2014 | 2014-2015 |
| Omitchka Omsk         | 2015-2016 | 2015-2016 |
| PSK Sakhaline         | 2016-2017 | 2016-2017 |
| Leningradka           | 2018-2019 | …         |